# Joanna Kudelska
Joanna Kudelska (ur. 17 marca 1989 w Warszawie) – polska aktorka dubbingowa. Znana jest między innymi z dubbingowania postaci Hermiony Granger w serii filmów o Harrym Potterze.

## Polski dubbing
- 1996–2004: Hej Arnold! – nowa wersja, Suzie, Olga, różne postacie
- 2001: Harry Potter i Kamień Filozoficzny – Hermiona Granger
- 2002: Harry Potter i Komnata Tajemnic – Hermiona Granger
- 2003: Mali agenci 3D: Trójwymiarowy odjazd – Demetra
- 2003: Fałszywa dwunastka – Lorraine Baker
- 2004: Harry Potter i więzień Azkabanu – Hermiona Granger
- 2004–2008: Drake & Josh – różne postacie
- 2005: Harry Potter i Czara Ognia – Hermiona Granger
- 2006: ICarly –
  - Fanka Icarly (odc. 1),
  - Dziewczyna krytykująca Icarly (odc. 6),
  - Valerie (odc. 9),
  - Kathy (odc. 25),
  - Ekspedientka w hotelu (odc. 30-32),
  - Dziewczyna podobna do Carly (odc. 39),
  - Realizatorka (odc. 64),
  - Sabrina (odc. 70),
  - różne głosy
- 2007: Ben 10: Wyścig z czasem
- 2007: Most do Terabithii – Leslie
- 2007: Harry Potter i Zakon Feniksa – Hermiona Granger
- 2008: Kroniki Spiderwick – Mallroy
- 2009: Dragon Age: Początek
- 2009: Harry Potter i Książę Półkrwi – Hermiona Granger
- 2009: Hotel dla psów – Andi
- 2009: Dzielny Despero – Księżniczka Pea
- 2010: Tara Duncan – Tara
- 2010: Liceum Avalon – Ellie Harisson
- 2010: Harry Potter i Insygnia Śmierci, Część 1 – Hermiona Granger
- 2010: Randka z gwiazdą – Jessica Olson
- 2011: Kotka Pusia – Alma
- 2011: Harry Potter i Insygnia Śmierci, Część 2 – Hermiona Granger
- 2011: Wiedźmin 2: Zabójcy królów –
  - Malena,
  - Felicja Cori
- 2011: Power Rangers Samurai – Mia
- 2012: Diablo III: Reaper of Souls – Mira Eamon
- 2012: Troskliwe Misie: Witamy w Krainie Troskliwości – Wesołe Serce
- 2013: Might and Magic: Heroes VI – Shades of Darkness – 
  - Eraela,
  - księżniczka Drew
- 2014: Kod Lyoko: Ewolucja – Aelita
- 2014: Noe: Wybrany przez Boga – Ila
- 2015: Heidi – Heidi
- 2016: Świat Winx – Musa
- 2020: Valorant – Neon